# Karwij
Karwij (Carum carvi, ook wel: kummel) is een tweejarige plant die tot de schermbloemenfamilie (Apiaceae of Umbelliferae) behoort. De soort komt in het wild voor in West-Azië, Noord-Afrika en Europa waar hij in weilanden, bermen en op dijken groeit. De plant wordt ook wel echte of wilde karwij genoemd. Hij wordt ook veel geteeld om het zaad.
De plant wordt 30-60 cm hoog en heeft fijne, langwerpig-eironde, dubbelgeveerde bladeren. De plant vormt een penwortel.

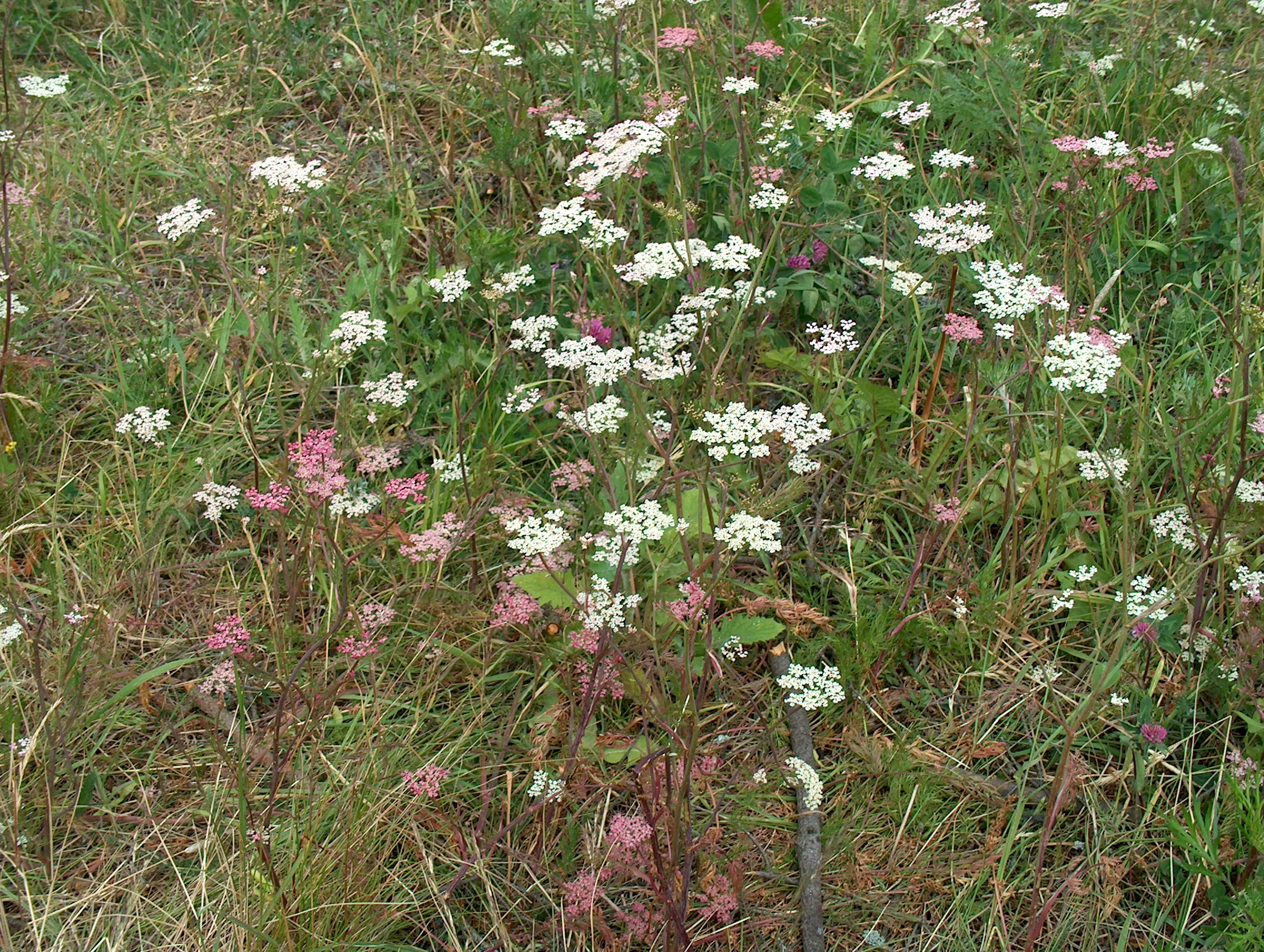
Witte en roze bloemen

Karwij bloeit in mei en juni. De bloemschermen zijn samengestelde schermen die bestaan uit vijf tot zestien stralen van ongelijke lengte met daarop groepjes kleine, wit tot roze, bloemen. Aan de schermen zitten nul tot drie omwindselbladen en -blaadjes. De vrucht is een tweedelige splitvrucht.

## Toepassingen
De "zaadjes" (botanisch gezien gaat het om een tweedelige splitvrucht) zijn 3-4 mm lang en ei- tot halvemaanvormig. Ze hebben een prettig kruidig aroma, afkomstig uit vooral carvon en limoneen.
Karwij was traditioneel een van de weinige aromatische kruiden die aan brood konden worden toegevoegd.
In de kruidengeneeskunde wordt karwijzaad (Fructus Carvi) onder andere aanbevolen bij maagklachten (winderigheid, opgeblazen gevoel, krampen); het schijnt tevens de eetlust - maar ook de menstruatie - te bevorderen.

## Verwarring met komijn
Karwijzaad (ook wel kummel genoemd, naar het Duitse Kümmel) wordt vaak verward met komijn, deels vanwege de grote overeenkomst in smaak en uiterlijk, maar ook doordat de namen in veel talen grote overeenkomst vertonen. Veel (online) woordenboeken vertalen de namen dan ook domweg verkeerd of beide als hetzelfde. In komijnekaas zoals Leidse kaas wordt komijn gebruikt en geen karwijzaad. 
Karwijzaad is licht gebogen, terwijl komijnzaden recht zijn. Door de overeenkomst in smaak (warm, kruidig, anijsachtig) zijn beide kruiden als specerij in gerechten wel als vervanger voor elkaar te gebruiken, maar de smaak van karwij is grofweg dubbel zo sterk als van komijn. Afgezien van de sterkte van de smaak is karwij iets scherper, terwijl komijn wat bitterder is. 